# Mende

Brasão de Mende.

Mende é uma comuna francesa situada no departamento de Lozère, na região de Occitânia, com uma população de 11 804 habitantes e área de 36,56 km².

## Tour de France

### Chegadas
- 2010 :